# Nilobezzia zibanensis
Nilobezzia zibanensis är en tvåvingeart som beskrevs av Jean Clastrier 1962.
Nilobezzia zibanensis ingår i släktet Nilobezzia och familjen svidknott. Inga underarter finns listade i Catalogue of Life.